# شوتا تاجما
شوتا تاجما (باليابانية: 田島 昇太) (29 سبتمبر 1992 في هيوغو في اليابان – )؛ هو لاعب كرة قدم ياباني سابق كان يلعب كحارس مرمى.

## وصلات خارجية
- شوتا تاجما على موقع رابطة كرة القدم اليابانية للمحترفين (اليابانية)
- شوتا تاجما على موقع قاعدة بيانات كرة القدم.إي يو (الإنجليزية)